# Daniel Málek
Daniel Málek (Zlín, República Checa, 25 de mayo de 1973) es un nadador retirado especializado en pruebas de estilo braza. Fue campeón de Europa en la prueba de 50 metros espalda en el Campeonato Europeo de Natación en Piscina Corta de 2000.
Representó a República Checa en los Juegos Olímpicos de Atlanta 1996, Sídney 2000 y Atenas 2004.

## Palmarés internacional
| Campeonato Europeo de Natación en Piscina Corta | Campeonato Europeo de Natación en Piscina Corta | Campeonato Europeo de Natación en Piscina Corta | Campeonato Europeo de Natación en Piscina Corta |
| Año                                             | Lugar                                           | Medalla                                         | Prueba                                          |
| ----------------------------------------------- | ----------------------------------------------- | ----------------------------------------------- | ----------------------------------------------- |
| 2000                                            | Valencia ( España)                              | Medalla de oro                                  | 50 m braza                                      |
| 2000                                            | Valencia ( España)                              | Medalla de plata                                | 100 m braza                                     |
| 2000                                            | Valencia ( España)                              | Medalla de bronce                               | 200 m braza                                     |
| Campeonato Europeo de Natación                  |                                                 |                                                 |                                                 |
| Año                                             | Lugar                                           | Medalla                                         | Prueba                                          |
| 1997                                            | Sevilla ( España)                               | Medalla de bronce                               | 100 m braza                                     |
| 1997                                            | Sevilla ( España)                               | Medalla de bronce                               | 200 m braza                                     |